# Marcos Mauro
Marcos Mauro López Gutiérrez (ur. 9 stycznia 1991 w Claypole) – argentyński piłkarz występujący na pozycji obrońcy w Cádiz CF.